# Christiane Vulpius
Christiana Vulpius (1 de junio de 1765 - 6 de junio de 1816) fue la pareja y posteriormente esposa de Johann Wolfgang von Goethe.

## Biografía
Christiane Vulpius pasó su niñez en Luthergasse, una de las partes más antiguas de Weimar. Sus antepasados paternos habían sido académicos durante varias generaciones. Por parte de su madre, procedía de una familia de artesanos. Su padre, Johann Friedrich Vulpius, que trabajaba como archivero (es decir, copista de archivos) en Weimar, había estudiado Derecho unos cuantos semestres pero luego abandonó la universidad. Su puesto estaba mal pagado, y la familia vivía en circunstancias difíciles con seis hijos. Su padre sacrificó todo para que su hijo mayor August Christian pudiera continuar su educación; posteriormente sería un escritor de novelas y obras de teatro históricas populares. 
Después de que su padre fuera despedido de su trabajo, Vulpius se vio obligada a trabajar como sirvienta. Fue empleada en un pequeño taller de limpieza en Weimar propiedad de Caroline Bertuch, situado en una casa de su hermano Friedrich Justin Bertuch, un conocido editor y mecenas de las artes. Vulpius no era una trabajadora regular, sino una "de las muchachas desempleadas de clase media" (unbeschäftigten Mädchen der mittleren Classen) empleadas allí.  
A través de varias peticiones de ayuda, Goethe supo sobre los problemas de la familia. El 13 de julio de 1788, conoció a Christiane Vulpius en el Parque un der Ilm, donde le entregó una petición en nombre de su hermano August Christian. Goethe abogó en varias ocasiones a favor de su futuro cuñado.
Aquel verano, Goethe y Vulpius comenzaron un romance apasionado. Su felicidad inspiró a Goethe para escribir sus alegres y eróticos poemas, empezando con las Elegías Romanas — las cuales reflejan no sólo el viaje italiano de Goethe de 1786 a 1788, sino también su relación con Vulpius — y acabando con el poema "Encontrado" ("Una vez al bosque fui sólo...").
El 25 de diciembre de 1789, nace su primer hijo, Julius August Walther von Goethe. Le siguieron otros cuatro niños, todos los cuales murieron pronto: un hijo — nacido muerto o muerto inmediatamente tras el nacimiento — (14 de octubre de 1791); Caroline (nacida el 24 de noviembre de 1793, muerta a los diez días el 4 de diciembre de 1793); Carl (nacido el 1 de noviembre de 1795, muerto a los diecisiete días el 18 de noviembre de 1795); y Catharina (nacida y muerta el 18 de diciembre de 1802).
La pareja que convivía sin estar casados afrontó el ostracismo social. La corte y la sociedad de Weimar (especialmente Bettina von Arnim-Brentano) rechazaban la relación como ilegítima e impropia. En cierto momento, Goethe tuvo que dejar su casa — conocida como "Casa Frauenplan" (Haus am Frauenplan) — en el centro de Weimar y mudarse temporalmente a la Jägerhaus en Marienstraße debido al escándalo.
En octubre de 1806, la victoria de Napoleón en la Batalla de Jena golpeó duramente a Weimar. Cuando la ciudad fue saqueada por soldados franceses, la Casa Frauenplan también fue acechada. Vulpius se opuso valientemente a los soldados invasores y pudo detener el saqueo atrincherándose en la cocina y el sótano hasta que Goethe recibió protección oficial del comandante francés. Unos días más tarde, el 19 de octubre de 1806, Goethe y Vulpius finalmente se casaron, en la sacristía de la Jakobskirche.
Incluso después de su matrimonio, Vulpius solo fue aceptada a regañadientes por la alta sociedad de Weimar como "secretaria de Goethe". Intentando romper el hielo, Goethe pidió a la rica viuda Johanna Schopenhauer (madre del filósofo Arthur Schopenhauer) que le ofreciera una invitación oficial a tomar el té. Lo hizo con el comentario: "Si Goethe le da su nombre, supongo que le podemos dar una taza de té".
Las cartas de Vulpius a su marido revelan su sentido común así como ciertas lagunas en su educación. Alegre, práctica y enérgica, cuidó ampliamente de la casa y administración: se ocupó, por ejemplo, de todos los asuntos domésticos y de propiedad después de la muerte de la madre de Goethe, Katharina Elisabeth Goethe, en Fráncfort del Meno. Disfrutaba asistiendo a reuniones sociales, bailes y teatro en Weimar así como otras ubicaciones, incluyendo Bad Lauchstädt, donde actuaba la compañía de teatro de Weimar durante el verano. Vulpius tenía un agudo sentido de la estética, y Goethe a veces confiaba en sus consejos. Afirmó que no podía ni continuaría el negocio del teatro en Bad Lauchstädt sin ella. El escultor de la corte de Weimar Carl Gottlieb Weisser realizó un busto de Vulpius en 1811–12; una copia en bronce fue colocada en el pabellón del jardín de Bad Lauchstädt, diseñado especialmente para exhibirlo.
Con el paso de los años, la salud de Vulpius declinó. Como su marido y su hijo August, probablemente consumía demasiado alcohol. En 1815 sufrió un derrame cerebral. Al año siguiente, desarrolló insuficiencia renal, acompañada de dolor agudo. Después de una semana de sufrimiento, falleció el 6 de junio de 1816, a la edad de 51 años recién cumplidos. Goethe no habló en su funeral, el cual tuvo lugar en la Jacobsfriedhof en Weimar. La esposa de Friedrich Schiller Charlotte von Lengefeld escribió de Goethe después de la muerte de Vulpius, "El pobre hombre lloró amargamente. Me entristece que tenga que derramar lágrimas por tales cosas". Su tumba, perdida por décadas, fue redescubierta en 1888 y marcada con una lápida apropiada, en la que fueron inscritos los versos de despedida de Goethe: "buscas, oh sol, en vano, / brillar a través de las nubes oscuras! / Toda la ganancia de mi vida / es llorar por su pérdida!".

## Descendientes
El único hijo superviviente de Christiane Vulpius y Goethe, Julius August Walther von Goethe (1789-1830), se convirtió en chambelán del Gran Duque de Sajonia-Weimar. Se casó con Ottilie von Pogwisch (1796-1872), que cuidó de su suegro Goethe hasta su muerte en 1832. El matrimonio tuvo tres hijos: Walther Wolfgang Freiherr von Goethe (1818-1885), compositor de operetas y canciones; Wolfgang Maximilian Freiherr von Goethe (1820-1883), jurista y poeta; y Alma von Goethe (1827-1844).

## Legado
Hasta principios del siglo XX, Christiane Vulpius recibió escasa atención. Era recordada principalmente a través de los muchos comentarios despectivos de sus contemporáneos. En 1916 Hans Gerhard Gräf publicó la correspondencia entre Vulpius y Goethe. También en 1916, Etta Federn, una escritora austriaca feminista, publicó la primera biografía de Vulpius, adoptando una aproximación psicológica de su relación con Goethe. En 1949 Wolfgang Vulpius (tataranieto del hermano de Vulpius Christian August Vulpius) escribió otra biografía de Vulpius, reeditada en 1957. Sigrid Damm descubrió más detalles de su vida en su biografía de Vulpius publicada en 1997.

## En el cine
- En la película de 1999 Die Braut, Christiane Vulpius fue interpretada por Veronica Ferres y Goethe por Herbert Knaup.

## Biografías e investigaciones publicadas
- CHRISTIANNE Y GOETHE. HISTORIA DE UNA RELACIÓN.  Investigación realizada por Sigrid Damm publicada en el año 2000. Siglo XXI de España Editores, S.A., Madrid, 2000. Depósito Legal: DL M. 47897-2000
- EL FUEGO INTERIOR: CHRISTIANE VULPIUS.  Artículo de Ingrid Solana. Publicado por la revista de la Universidad de México, dentro de la colección: "personajes secundarios".[2]